# رمي الرمح
رمي الرمح هي رياضة تقليدية قديمة، الرياضي الذي يمارسها يستخدم علاوة على القوة الناتجة عن الدوران، قوة التحول، أي قوة الدفع التي تنتقل إلى الرمح بتأثير سرعة الجسم والذراع، وهو يبدأ يعدو سريع لمسافة حوالي 30 متر، وعندما يصل المتسابق إلى موضع الرمي، يبدأ في إبطاء عدوه، بينما يتراجع الذراع والكتف الحاملان للرمح إلى أقصى حد إلى الخلف، وباستدارة عنيفة، وبدفعة قوية بالجذع والذراع، يلقي المتسابق الرمح. يصنع الرمح من المعدن، ويكون طرفه منتهيا بقطعة معدنية مدببة ويبلغ طول الرمح 2.60 متر، ويصل وزنه 800 جرام.

## طريقة اللعب
يرمى الرمح أثناء المنافسات، لتحقيق أطول مسافة بطريقة خاصة، تترابط فيها سرعة الاقتراب والأوضاع الفنية الخاصة، التي تساعد الرمح لاكتساب أقصى قوة انطلاق لأطول مدى ممكن.

### الخطوات الفنية لرمي الرمح
تمر طريقة رمي الرمح بمراحل فنية متعددة يجب على اللاعب أن يجيدها، ليصل إلى المستوى المناسب وهي :
- مسك الرمح.
- حمله.
- وقفة الاستعداد.
- الاقتراب.
- خطوات الرمي.
- الإرسال.
- الاحتفاظ بالتوازن بعد الرمي.

### شروط الرمي
لا تعدّ الرمية صحيحة، إلا إذا لمس نصل الرمح المعدني الأرض قبل أي جزء آخر منه. ولا تحتسب المحاولة محاولة إذا كسر الرمح في أي وقت أثناء أداء الرمية.
ولكي تعدّ الرمية صحيحة يجب أن يسقط الرمح داخل الحدود الداخلية لخطي قطاع الرمي، وعرض كلمنهما 5 سم.
تقاس كل رمية بعد عملية الرمي فورًا من أقرب أثر تركه سنان الرمح على الأرض حتى الحد الداخلي لقوس الرمي.

### طريق الاقتراب
ينبغي أن لا يزيد طولها عن 36.5 م ولا يقل عن 30 مترًا.

## الرمح
هو حربة مصنوعة من المعدن أو الخشب. يتألف الرمح من ثلاثة أجزاء هي: الرأس، الجسم، وحبل المقبض. يتراوح طول الرمح الذي يستخدمه الرجال بين 2.6م و2.7 م ويزن 800 جم على الأقل. أما الرمح الذي تستخدمه النساء فيتراوح طوله بين 2.2 م و 2.3م، ويزن 600 جم على الأقل.